# Тоні Робінсон
Сер Ентоні Робінсон (нар. 15 серпня 1946) — англійський актор, письменник, телеведучий і політичний активіст. Він відомий за роллю Болдріка у телевізійному ситкомі BBC Чорна гадюка та як ведучий історичних документальних програм, таких як Time Team і The Worst Jobs in History. Робінсон також написав 16 дитячих книжок.
Як член Лейбористської партії, Робінсон був посвячений у лицарі у 2013 році за громадську та політичну діяльність.

## Раннє життя
Робінсон народився 15 серпня 1946 року в Гомертоні, Лондон, у сім'ї Філліс (1916–2005) та Леслі Робінсон (1913–1989). Його батьки були з робітничого класу, батько працював державним службовцем, а мати — аудіодрукаркою. Робінсон навчався у приватній школі Вудфорд Грін та Ванстедській гімназії.

## Акторська кар'єра
Робінсон почав акторську кар'єру у 13 років, зігравши роль у мюзиклі Олівер!. Після закінчення Центральної школи сценічної мови та драматичного мистецтва він грав у театрі та на телебаченні.

### Чорна Гадюка(1983–1989)
Робінсон став відомим завдяки ролі Болдріка у серіалі Чорна гадюка. Його персонаж був слугою Едмунда Блекеддера у виконанні Ровена Аткінсона, і ця роль принесла йому велику популярність.

### ПісляЧорної Гадюки
Після завершення Чорної Гадюки Робінсон продовжив кар'єру на телебаченні, знімаючись у таких програмах, як Time Team і The Worst Jobs in History. Взагалі, має десятки робіт на телебаченні і кіно.

## Політична та благодійна діяльність
Робінсон є активним членом Лейбористської партії та підтримує різні благодійні ініціативи, зокрема кампанію проти бідності. У 2013 році він був посвячений у лицарі за громадську діяльність.

## Особисте життя
Робінсон був одружений тричі. У нього двоє дітей від другого шлюбу. Він також є прихильником футбольного клубу Бристоль Сіті.

## Нагороди
- 1999: Почесний магістр мистецтв від Університет Бристоля.
- 2013: Лицарський титул за громадську діяльність.

## Фільмографія
- Sam on Boff's Island (1972) – Сем Семсон
- Doctor in Charge (1973) – Реджинальд Грейс
- Brannigan (1975) – Посланець
- The Boys and Mrs B (1977) – Марк
- Who Dares Wins (1983-1988) – Різні персонажі
- Blackadder (1983-1989, 1999) – Болдрік
- The Young Ones (1984, епізод "Bambi") – Доктор Не-Дев'ятигодинні-Новини
- Maid Marian and her Merry Men (1989-1994) – Шериф Ноттінгема та автор/сценарист
- Stay Tooned (1990-1996) – Ведучий
- Blood and Honey (1991) – Оповідач (Розповідач історій)
- Young Indiana Jones (1992) – П'єр Дюкло
- The Neverending Story III (1994) – Енгівук (чоловік-гном)
- Time Team (1994–2013) – Ведучий
- Wrestling with the Big One (1995) – Ведучий (Розповідач історій)
- I'm Starting School (1995) – Черепашка Тіммі (голос)
- Holed (1996) – Х'ю
- My Wonderful Life (1997-1999) – Алан
- Faeries (1999) – Мітла (голос)
- Minder (1994, епізод "One Flew Over the Parents' Nest") – Віллі Від
- Fact or Fiction (2001–2004) – Ведучий (Channel 4)
- Mrs Calicot's Cabbage War (2002) – Нік Рід
- Romans (документальний) (2003) – Ведучий
- Britain's Real Monarch (2004) – Ведучий
- The Worst Jobs in History (2004–07) – Ведучий (Channel 4)
- The Real Da Vinci Code (2005) – Ведучий (Channel 4)
- Tony Robinson's Titanic Adventure (2005) – Ведучий (Channel 4)
- Spider-Plant Man (2005) – Робін
- Terry Pratchett's Hogfather (2006) – Вернон Крамлі
- The Doomsday Code (2006) – Ведучий
- Codex (2006–2007) – Ведучий (Channel 4)
- Unexplained (2008) – Ведучий (Channel 4)
- Tony Robinson's Crime and Punishment (2008) – Ведучий
- Catastrophe (2008) – Ведучий
- Big Top (2009)
- Airline – Оповідач
- Hotel Babylon – Артур – Серія 4, Епізод 3 (2009)
- Jam TV (2009) – Грає самого себе, Епізод 5
- Man on Earth (2009) – Ведучий
- Birth of Britain (2010) – Ведучий (Channel 4)
- Tony Robinson Explores Australia (2011) – Ведучий (The History Channel Australia)
- Tony Robinson's God's and Monsters (2011–12) – Ведучий (Channel 4)
- Tony Robinson's Time Walks (2012–2014) – Ведучий (The History Channel Australia)
- The Life Of the Midland & South Western Junction Railway (2012) – Учасник (Незалежний фільм)
- Walking Through History (2013–2014) – Ведучий та продюсер (Channel 4 та SBS)
- The Real Mill (2014) – Ведучий (Channel 4)
- Tony Robinson's World War 1 (2014) – Ведучий (Discovery)
- Tony Robinson's Tour of Duty (2015) – Ведучий (The History Channel Australia)
- Tony Robinson's Wild West (2015) – Ведучий (Discovery)
- Time Crashers (2015) – Ведучий (Channel 4)
- Imaginative Storytelling Experiences featuring 'Tales from Fat Tulip's Garden (2016) – Учасник (Незалежний фільм)
- Britain's Ancient Tracks with Tony Robinson (2016–2018) – Ведучий (Channel 4 та SBS)
- Man Down (2016)
- Hidden Britain by Drone (2016–2018) – Ведучий (Channel 4)
- Tony Robinson: Coast to Coast (2017) – Ведучий (Channel 5 та SBS)
- Britain's Great Cathedrals with Tony Robinson (2018) – Ведучий (Channel 5)
- Egyptian Tomb Hunting (2018) – Ведучий (Channel 5)
- Around The World By Train With Tony Robinson (2019–20) – Ведучий (Channel 5)
- The Thames: Britain's Great River with Tony Robinson (2019-2021) – Ведучий (Channel 5) (також відомий під назвою The Secret Life of the Thames with Tony Robinson)
- Tony Robinson's History of Britain (2020–21) – Ведучий (Channel 5)
- World War II from Above (2021) – Оповідач (Yesterday)
- Britain's Forgotten Wars with Tony Robinson (2021) – Ведучий (Channel 4)
- Thames at Night with Tony Robinson (2021) – Ведучий (Channel 5)
- Tony Robinson's Museum of Us (2022) – Ведучий (More4)
- The Madame Blanc Mysteries (2022) – Дядько Патрік (Channel 5)
- The Great Christmas Bake Off! (2022) – Учасник (Channel 4)
- Britain's Forgotten Wars with Tony Robinson (2021) – Ведучий (Channel 5)
- Britain on Film with Tony Robinson (2022) – Ведучий (Apple TV)
- Tony Robinson's Museum of Us (2022) – Ведучий (Channel 4)
- Tony Robinson's Marvellous Machines (2023) – Ведучий (Yesterday)
- The Masked Singer (2023) – Учасник (ITV1)